# Boris Lipnitzky
Boris Lipnitzki (ou Lipnitzky) est un photographe français d'origine ukrainienne, né à Oster, au nord-est de Kiev (Ukraine) en 1887 et mort à Lardy dans la région parisienne en 1971.

## Biographie
Boris Lipnitzki, né dans une famille juive d'Ukraine, s'installe à Paris au début des années 1920. Il crée un studio photographique, se lie au couturier Paul Poiret et commence par la photographie de mode, en publiant dans les magazines Femina et Excelsior.
Son talent de photographe lui vaut rapidement une renommée dans le monde du spectacle et des arts. Il photographie les mises en scène de théâtre et de danse, et, dans son studio du 40 de la rue du Colisée, leurs auteurs et leurs interprètes. De Maurice Ravel à René Aubert et Paul Poiret, de Louis Jouvet et Lys Gauty à Brigitte Bardot ou Joséphine Baker, Serge Gainsbourg à Blaise Cendrars ou Picasso, Boris Lipnitzki a photographié une très large part des personnalités des arts du XXe siècle, des années folles aux années 1960. Le studio Harcourt viendra occuper ce domaine à la fin des années trente.
Pendant la Seconde Guerre mondiale, Boris Lipnitzki quitte la France et se réfugie à New York où il est accueilli par Marc Chagall ; il rouvre son studio à Paris à la fin de la guerre.
Sa production, nombreuse, a en partie souffert d'une inondation du théâtre de l'Athénée. C'est en effet là que son ami Louis Jouvet, l'avait aidé à cacher ses plaques durant l'Occupation.
En 1970, l'ensemble de sa production photographique et celle du Studio Lipnitzki (un million de négatifs et 600000 épreuves), est rachetée par l'agence Roger-Viollet.

## Livres de photographies
- Images de Louis Jouvet  (préf. Jean-Louis Barrault), Paris, Émile-Paul frères, 1952, 94 p. (lire en ligne).

## Expositions
- 15 décembre 1994 - 15 janvier 1995 : Hommage à Boris Lipnitzky,  Galerie municipale du Château d'eau[4].
- 7 mai - 12 juin 2005 : Boris Lipnitzki, Espace Saint-Jean, Melun.
- 12 octobre 2023 — 20 janvier 2024 : Boris Lipnitzki. Un photographe russe chroniqueur du Paris des années trente, Galerie Roger-Viollet, Paris[5],[6],[7].